# شكر أباد (دورود)
شكر أباد (بالفارسية: شکرآباد) هي قرية تقع في قسم دورود الريفي (مقاطعة دورود) في إيران. يقدر عدد سكانها بـ 98 نسمة بحسب إحصاء 2016.